# کوروف ویلکی
کوروف ویلکی (به لهستانی:  Kurów Wielki) یک روستا در لهستان است که در گمینا گاووژتسه واقع شده‌است.
 کوروف ویلکی  ۵۰ نفر جمعیت دارد.